# 天線英畝 (加利福尼亞州)
天線英畝（英語：Aerial Acres）是位於美國加利福尼亞州克恩縣的一個非建制地區。該地的面積和人口皆未知。

## 地理
天線英畝的座標為35°05′16″N 117°47′31″W / 35.08778°N 117.79194°W，而該地的平均海拔高度為740米（即2428英尺）。